# Raïon de Starojilovo
Le raïon de Starojilovo (en russe Старожи́ловский райо́н, Starojilovski raïon) est un raïon administratif et municipal, l'un des 25 de l'oblast de Riazan, en Russie. Il se trouve au centre de l'oblast. Son centre administratif est la commune urbaine de Starojilovo. La population est de 17 136 personnes (2010)  17 954 (2002) 17 762 (1989) La population de Starojilovo compte pour 29,7 % de la population totale du raïon.